# The World (.hack)
The World er et fictionelt MMORPG i multimedia franchisesen .hack.
Spillet blev lavet til Altimit OS af CC Corperation. Det blev udegivet på den opdigtede mærkedag Virgin's Kiss, og er det færste online spil siden den også opdigtede begivenhed Pluto's Kiss virus katastrofe der stoppede hele Internettet i 2005. Spillere deltager i spillet ved hjælp af DualShock-agtige controllere, og eventuelt også et VR-Headset.

## Historie
Den 24. december 2005 ødelagde en virus ved navn Pluto's Kiss alle computere der var opkoblet til Internettet. Selvom netværket kom tilbage 77 minutter senere, viste denne begivenhed den skrøbelige natur af verdens Internet. Det viser sig senere at virus programmøren var en 10-årig studerene.
De Forenede Nationer's World Network Council (WNC) mødes igen, og giver støtte til Altimit OS, da dette var det eneste operativsystem som ikke blev beskadiget af Pluto's Kiss. I sommeren 2006 er Altimit blevet den nye verdensudbredte standart, og mange udviklere forlod firmaet for at starte CyberConnect Corporation (CC Corp.).

### Fragment
Den samme sommer blev CC Corp. grundlagt, og kontaktet af en tysk programmør, Harald Hoerwick, der fremlagde ideen om et MMORPG kaldet Fragment. Selvom netværksspil var blevet utrolig begrænset af WNC, grundet den relative korte tid det nye verdens netværk havde været oppe, gave WNC dog alligevel CC Corp. en speciel tilladelse i Maj, 2007, i et håb om at genoplive netværksspil markedet.
I Juli har beta produktet kendt som Fragment det største antal brugere online. Som dets popularitet vokser, begynder rygter at sprede sig om at der muligvis kunne være en sammenhæng mellem spillet, og det længe fortabte episke digt kendt som Epitaph of Twilight.

### The World
I oktober kører næsten alle verdens servere med Altimit OS, og WNC vælger derfor at fjerne alle begrænsningerne fra det nye netværk, fra og med 24. december 2007, og erklærer denne dag som den nye mærkedag "Virgin's Kiss". CC Corp. annoncerer at Fragment officielt vil blive udgivet på netop denne dag, under det nye navn The World. Over de følgende par måneder får en utrolig stor mængde reservationer af spillet CC Corps aktier til at overstige selv Altimit Corporation. Det kunne downloades fra midnat den 24. december.
I år 2008 har spillet over 20 millioner spillere.

### The World: Revision 2
Efter en brand brød ud i CC Corps hovedbygning i år 2015, var næsten alle The Worlds server- og spildata gået tabt, character data inkluderet. Senere blev de tilbageværende data splejset sammen med et andet projekt som CC Copr. arbejdede på, og genudgav det som The World R:2 i 2016. Mange af de forhenværende spillere fra den gamle version blev dog vrede over at de ikke kunne bruge deres gamle character data, og valgte derfor at droppe spillet. Heldigvis tiltrak den nye version mange nye spillere, og over 12 millioner kopier af The World R:2 blev solgt på verdensplan.
I 2017 har in-game såkaldte "Player Killers" stort set overtaget The World R:2.

## Opbygning

### Root Towns
The World omfatter mængde servere placeret rundt om i verden. Når spillere logger in, finder de sig selv i den Root Town der hører til den server de sidst brugte.
Root Towns er centrale områder i spillet, hvor spillerne kan være sociale, skabe hold, og forhandle med andre spillere og NPC'er. Hver server i The World has sin egen 
unikke Root Town. Det er her man starter og slutter, hver eneste gang man spiller spillet, eftersom at man bliver nødt til at befinde sig in en Root Town for at logge ud korrekt.
Hver Root Town har en Chaos Gate, en stor roterende ring der bruges til at transportere spillere til områder, eller andre servere. For at blive transporteret til et område, skal man indsætte tre "keywords". Disse keywords bruges til at bestemme ting så som områdets sværhedsgrad, udseende type, vejr, m.m. Langt den største del af disse keyword-kombinationer sender en til et område, men en dungeon.
Root Towns er det eneste sted i The World, hvor spillere ikke behøver at bekymre sig om monstre. Den eneste undtagelse af dette sker en gang med nogle måneders mellemrum, hvor Root Towns vil blive invaderet af monstre som led i et event. Den eneste måde at stoppe invasionen på, er ved at bekæmpe monstrenes leder.

#### The World's Servere
- Δ Delta Server

Root Town: Mac Anu
- Θ Theta Server

Root Town: Dun Loireag
- Λ Lambda Server

Root Town: Carmina Gadelica
- Σ Sigma Server

Root Town: Fort Ouph
- Ω Omega Server

Root Town: Lia Fail
- ? Ukendt Server (Var kun tilgængelig i en enkelt sommer. i .hack//Legend of the Twilight)

Root Town: Naval Monte

#### The World R:2's Servere
- Δ Delta Server

Root Town: Mac Anu
- Θ Theta Server

Root Town:  Dol Dona
- Ω Omega Server

Root Town: Lumina Cloth
- Σ Sigma Server

Root Town: Breg Epona

### Områder
Et område, er et stort areal uden nogen egentlig grænse, som har en bestemt størrelse. Den genkendes nemt for deres åbne miljø og mangel på civiliseret liv. De fleste bygninger er ofte ruiner fra forhistorisk tid, eller knogler fra store dyr. Selvom der ingen grænse før selve området stopper, er det dog begrænset hvor lang tid man kan løbe i en lige linje før man ender det sted hvor man startede.
En dungeon, er en labyrint der oftest går over to til fire nedadgående etager med sammensatte rum. De har en enkelt ind-/udgang der sætter førte etage i kontakt med området udenfor, og en enkelt trappe mellem etagerne. Når en spiller kommer ind i et rum der indeholder en eller flere Magic Portals, bliver all udgange fra rummet lukket til, indtil all Magic Portals er blevet åbnet. Den nederste etage har et specielt rum hvori der er en svævende figur, kendt som en Gott Statue, bag ved en gylden kiste. Denne kiste indeholder som regel items af større værdi.
Specielle altre der huser en åben flamme er kendt som Symbols. Disser giver midlertidigt forbedringer af spillerens, og holdmedlemmer der står i nærheden, evner, når de bliver aktiveret. Disse kan findes både i området, men også i dungeons, selvom de dog er mere sjældne i dungeons.
Magic Portals er roterende ringe, der fremkalder enten en bunke monstre man skal bekæmpe, eller en kiste der indeholder en item, når en spiller kommer i nærheden af dem.

### Specielle Områder
Der findes specielle keyword-kombinationer der transportere spilleren til et områder der kun findes et enkelt af. Disse områder er ofte relaterede til nogle af spillets myter, eller et form for specielt event.
I The World R:2 er disse områder kendt som "Lost Ground".

#### Hidden Forbidden Holy Ground
Δ Hidden Forbidden Holy Ground (ændret til 'Hidden Forbidden Sacred Zone' i .hack//AI Buster novellerne) er en Sacred Zone. Sacred Zones er områder der findes i Epitaph of Twilight. Dette område er kendt under nogle få forskellige navne, men er bedst kendt som "Naval of Lake". Fakta som disse bliver dog mistet med tiden som nye spillere bliver ved med at komme ind i spillet. På grund af dette bliver der skabt mange rygter, som hurtigt spredes og bliver populære.
"Naval of Lake" er et lille område der blot består af en kort, knækket bro, der fører til en katedral. Folk siger at området udenom katedralen engang bestod af et blåt hav. men nu består det kun af et forsænket og ufrugtbart område, og atmosfæren er temmelig rød og mørk. Spillere der besøger dette område synes ofte at der er en varslende, eller en meget sørgeligt stemning her. Eventyrere vil ikke finde noget her, da der ikke er nogen Magic Portals eller kister. En gang i mellem bruges det som mødested mellem folk, men oftest besøger folk det blot for at se det sted der optræder i mange populære rygter og legender.
I The World R:2 kendes dette område under navnet "Hulle Granz Cathedral".
I Epitaph of Twilight, dette er stedet hvor eventyrere starter deres eventyr.

#### Net Slum
Net Slum, også kendt som "Cyber Slum", er et ulovligt område i The World der blev skabt som en helligdom for slettet, uønsket og ulovlig data. I .hack//Sign episode Unison tilbyder Lios dog at gøre Net Slum til en lovlig Root Town som belønning for sin hjælp, hvilke hun dog siger nej til. Almindelige spillere samt administratorere kan ikke udenvidre komme ind i dette område, hvilke gør det til et perfekt sted at gemme sig for spillere der ellers ville være blevet bortvist fra spillet. Net Slum bliver styret af, og var umiddelbart lavet af spilleren Helba, en level 99 Wavemaster med utrolige evner indefor hacking. Fejlede AIs lavet af Morganna Mode Gone, og også Auras børn efter de blev slettet af Cobalt Knights, kalder alle Net Slum for deres hjem, eller 'Paradise'. Auras eneste pige barn der undgår at blive slettet, Zefie, synes det er synd for to af hendes halv-slettede søstre, som begge er blevet sindssyge, og dræber dem af barmhjertighed.
I G.U. synes Net Slum mere at være en fuld funktionel Root Town. Den har en Chaos Gate, @home (område for guilds), og butikker. Chaos Gaten i Net Slum kan mere en dem der er i andre Root Towns. Denne Chaos Gate kan sende spilleren til ethvert område, placeret på enhver server.